# Sonderbundkriget

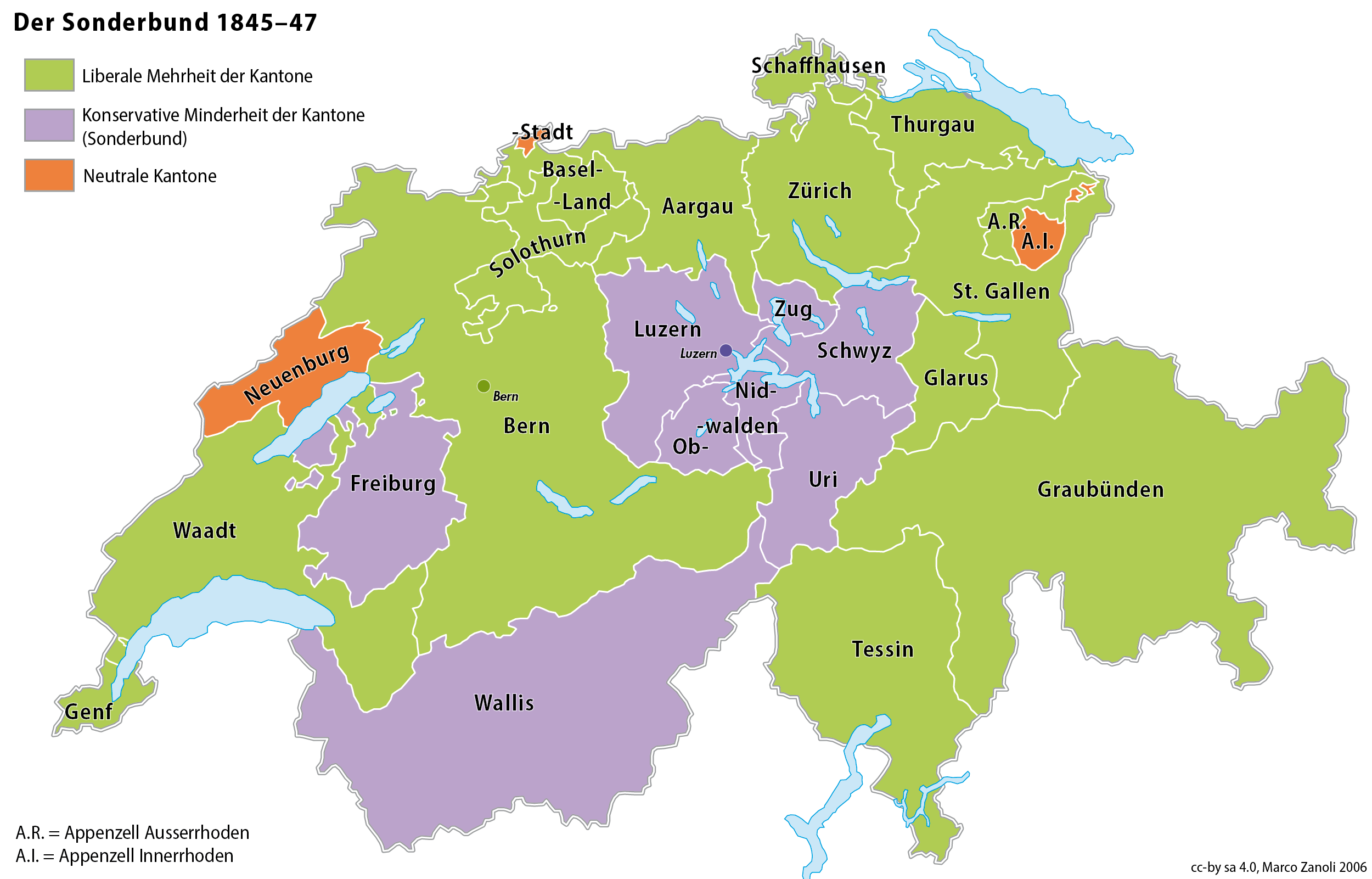
Sonderbundkriget 1847 (tyskspråkig karta): lila färg markerar Sonderbund-kantoner.

Sonderbundkriget var ett schweiziskt inbördeskrig som utspelades mellan den 3 och 29 november 1847 mellan Schweiz "förbundsdag" (tyska: Tagsatzung, franska: Diète fédérale) och sju katolskt dominerade kantoner som ingått ett särförbund.

## Förhistoria
Efter revolutions- och Napoleonkrigen, då Schweiz varit ockuperat och förbundet med Frankrike genom den centraliserade helvetiska republiken, vidtog i stora delar av Schweiz en konservativ restauration. Julirevolutionen ledde till missnöjesyttringar och ett antal kantoner fick liberala författningar och liberala regeringar. Flera tvister mellan liberala och konservativa följde. De liberala önskade en mer centralistisk förbundsförfattning med förebild i de amerikanska och franska revolutionerna.  
Ett annat konfliktämne gällde den romersk-katolska kyrkan och jesuiternas växande inflytande. De religiösa motsättningarna blev uppenbara år 1841 i kantonen Aargau, där det ultramontana partiet rest sig mot en beslutad författningsändring och bestraffats genom indragning av munkklostren. På grund av religionsblandningen i många kantoner skapade detta stora spänningar.

### Freischarenzüge
Luzern beslutade år 1844 att inkalla jesuiterna och överlämna kantonens hela undervisningsväsen åt dem. I vissa delar av Schweiz, såsom Fribourg, fanns visserligen redan jesuiter men det betraktades som oerhört utmanande att Luzern, som snart skulle få ordförandeskapet i Edsförbundet, fattat detta beslut.
Från evangeliska och radikala kantoner gjordes också försök att med frikårer komma den förtryckta minoriteten till hjälp. 1844 och 1845 genomfördes paramilitära krigståg, Freischarenzüge, mot den katolsk-konservativa regeringen i Luzern, som slogs tillbaka. Man har räknat 120 dödsoffer i striderna, de flesta på den liberala sidan. I januari 1847 följde ett tredje krigståg mot Fribourg.

## Sonderbund och Krigsförlopp
I december 1845 ingick sju katolsk-konservativa kantoner, Schwyz, Uri, Unterwalden (alltså halvkantonerna Obwalden och Nidwalden), Luzern, Zug, Fribourg och Valais försvarsförbundet Sonderbund (”särförbund”). Detta separatförbund fick understöd både från Österrike och Frankrike. Även Preussen, vars kung med arvsrätt innehade det till Edsförbundet hörande Neuchâtel, styrde till en början i samma riktning.
Den 20 juli 1847 beslutade en majoritet i förbundsdagen att Sonderbund skulle upplösas. När detta inte skedde, beslutades den 4 november att använda vapenmakt mot Sonderbund-kantonerna. Förbundstrupperna under general Guillaume-Henri Dufour tillfogade Sonderbundhären omedelbart ett avgörande nederlag den 12 november i slaget vid Geltwil. Den hastiga segern i förening med förhandlingar ledda av Storbritanniens utrikesminister lord Palmerston förhindrade en österrikisk-fransk intervention avsedd att hjälpa Sonderbundkantonerna. Därmed avvärjdes också ett hotande europeiskt storkrig. 
Den 13 november gav sig Fribourg och den 24 november skedde samma sak med Luzern. De övriga kantonerna följde delvis utan motstånd. Före slutet av november 1847 var separatförbundet upplöst. I de dithörande kantonerna gick makten mestadels över till företrädare för motsatta åskådningar. Jesuiterna utvisades ur Schweiz.

## Efterspel
Den schweiziska konfederationen av självständiga kantoner omskapades genom 1848 års författning till vad som i allt väsentligt var en förbundsstat efter amerikanskt mönster. Nytt var bland annat en federal regering och ett gemensamt mynt- och post-väsende.